# País de Marsan
El País de Marsan, (en occità: País de Marsan, en francès: Pays de Marsan) és un parçan o comarca d'Occitània situat a la Gascunya. La seva vil·la principal és Lo Mont de Marsan. El País de Marsan històric es correspon amb les terres de l'antiga jurisdicció feudal gascona del Vescomtat de Marsan.
Segons la proposta de divisió territorial d'Occitània del diari Jornalet, basada en l'obra de Frederic Zégierman Le Guide des pays de France, El País de Marsan estaria ubicat a la regió de la Gascunya, subregió de Landes i Labrit.
Geogràficament, es considera que el Marsan forma part de la la regió natural de les Petites Landes, englobant aquestes també el Gabardà. Tamnmateix en la divisió territorial abans esmentada, Les Landes Petites i Gabardà apareixen com una comarca diferenciada del País de Marsan.
Oficialment, les comunes del Pays de Marsan estan adscrites administrativament al departament francès de les Landes (est), a la regió administrativa de Nova Aquitània.